# Богородична црква у Земуну
Црква Рођења Пресвете Богородице, познатија као Богородичина црква, храм је Српске православне цркве који се налази у центру Земуна, у Рајачићевој улици.

## Историјат
Пожаревачким (1718), а затим Београдским миром (1739), потиснута је турска власт из југоисточног Срема и Земун се нашао на граници двају царстава – Аустрије и Турске. После више промена установљена је војнограђанска управа, тако је Земун у саставу Аустрије и њене Војне границе постао слободни војни комунитет. Године мира које су уследиле, омогућиле су бржи привредни раст и развитак грађанства, трговаца и занатлија. Напредак пограничног града огледао се и у повећању броја становника, изградњи јавних и приватних кућа и ширењу насеља које су настањивали Срби, Немци, Јевреји, Грци, Цинцари и други народи.
На западном делу Старог језгра Земуна, развијаном од почетка XVIII века, положен је лета 1776. године камен темељац за нову православну цркву чије је грађење финансирало становништво Земуна, српске, грчке и цинцарске националности. Црква је завршена 1780. године, као једнобродна каснобарокна грађевина са полуобличастом апсидом и плитким певницама, а крајем XVIII века, 1794-1795. добила је високи звоник на западној страни. Испод звоника је укопан раритетни депозиториј намењен за одлагање посмртних остатака, који није био коришћен за ту намену, а конципиран је према правилима која се и данас одржавају првенствено у манастирима Грчке православне цркве.
Извори наводе да је „нова“ црква како је названа у народу, служила верским потребама једноверних Грка, Цинцара и Срба који су давали допринос за њено издржавање. Обреди су се вршили на црквенословенском, а у одређеним данима (до 1914. г.) и на грчком језику.
Храм са портом постаје центар на којем се организује црквена, просветна и културна делатност земунских Срба у току 19 .века. Школска слава Св. Сава се обележава први пут у Земуну 1812. године. Гради се српска школа 1822. у којој се 1825. оснива библиотека. Дом Српске православне црквене општине се гради као репрезентативно здање 1909. године, према пројекту ранопреминулог земунског архитекте Косте Атанацковића Станишића.
У цркви се налази богати барокни иконостас који је 1788. године резао пилтор Аксентије из познате занатске породице Марковић. Иконе су рад Арсенија Теодоровића врсног и продуктивног иконописца и сликара барокно-рокајног стила, који 1815. године на земунском иконостасу примењује постулате класицизма. Исте године постављено је велико црквено звоно.
А. Теодоровић је осликао зидне слике на првом своду испод иконостаса и првом луку испред олтара. Осликао је и архијерејски трон са представом Св. Сава над очевим гробом измирује браћу, уводећи ову историјску сцену у нашу новију уметност.
Икона Заштитнице са златном позадином и барокним орнаментима, на Богородичином престолу, је рађена крајем 18. века. Базис Богородичиног престола је украшен иконом „Живоприемни источник“ коју је 1864. године „начерто“ сликар Живко Петровић, син родољубивог земунског ковача Јована, окивача устаничких топова. Уље на платну, Св. Сава благосиља Српчад, рад истог аутора из 1841. године налази се у Дому српске црквене православне општине.
Руски сликар Андреј Биценко је 1937. године осликао у “al seco” техници сцене Христовог живота у припрати, наосу, хору и олтару. У хору на монументалној композицији „Беседа на гори“ представио је лик трагично страдалог руског цара Николаја II. Обновљена црква је освећена у децембру те године.
Црква поседује богату ризницу и збирку књишкоархивског материјала из којег се издваја московско Јеванђеље из 1782. године, са цртежима архимандрита манастира Боговађе и Вољавче Хаџи Рувима, из 1788. године.
Црква је више пута рестаурисана: 1880, 1944-1947, 1958, 1979-1980 и недавно 2000-2001. године, када је обновљено зидно сликарство, постављен нови под и подно грејање. Радови на обнови надгробних плоча на којима су натписи на грчком и црквенословенском, на јужној и северној фасади, изведени су 2010. године. Црква је проглашена спомеником културе и представља целину са Домом Српске православне црквене општине, са којим се налази на истој парцели.
Богородичина црква је највећи храм лоциран у просторној културноисторијској целини Старо језгро Земуна, маркантна вертикала која се помаља из равни земунских кровова и учествује у формирању силуете града с Дунава, Гардоша и Ћуковца.

## Опис
Црква је једнобродна каснобарокна грађевина са полуобличастом апсидом и плитким певницама која је крајем 18. века (1794 — 1795) добила високи звоник на западној страни који је био тек нешто нижи од торња оближње цркве Блажене Дјевице Марије. Прво звоно, које је било постављено 1815. године, илустровало је победу над Наполеоном. Касније су, осим тог звона, које и данас постоји, постављена још два.
Испод звоника је укопан редак депозиториј намењен за одлагање посмртних остатака, који није био коришћен за ту намену, а конципиран је према правилима која се и данас одржавају првенствено у манастирима Грчке православне цркве..
Извори наводе да је „нова“ црква, како је названа у народу, служила верским потребама једноверних Грка, Цинцара и Срба који су давали допринос за њено издржавање. Обреди су се вршили на црквенословенском, а у одређеним данима (до 1914) и на грчком језику.
Храм са портом постао је центар на ком се организовала црквена, просветна и културна делатност земунских Срба у току 19. века.
Црква је била значајније обнављана 1890, 1937. и 1999. године, а 2009. године добила је декоративно осветљење.
У цркви су више пута литургију служили патријарси Српске православне цркве.

## Архитектура
Богородичина црква је највећи храм у Старом језгру Земуна, једнобродна, са плитким певничким просторима и витким двоспратним звоником који излази из западне фасаде. Има богато изрезбарен барокни иконостас који је резао пилтор Аксентије Марковић, са иконама врсног и продуктивног иконописца и сликара класицизма, Арсенија Теодоровића. Исте године постављено је велико црквено звоно. Теодоровић је осликао зидне слике на првом своду испод иконостаса и првом луку испред олтара. Осликао је и архијерејски трон са представом Светог Саве који над очевим гробом измирује браћу, уводећи ову историјску сцену у српску новију уметност.
Црква поседује богату ризницу и збирку књишкоархивског материјала из кога се издваја московско Јеванђеље из 1782. године, са цртежима архимандрита манастира Боговађе и Вољавче Хаџи Рувима, из 1788. године.
Црква је рестаурирана током 2000—2001. године, када је обновљено зидно сликарство, постављен нови под и подно грејање. Црква представља целину са Домом Српске православне црквене општине, са којим дели исту парцелу.
Богородичина црква је највећи храм лоциран у просторној културноисторијској целини Старо језгро Земуна, која учествује у формирању силуете града с Дунава, Гардоша и Ћуковца.

## Галерија
- Предња фасада са звоником (1880)
- Мозаик на предњој фасади цркве
- Бочна фасада цркве
- Мозаик на бочној фасади цркве
- Дограђени део цркве са звоником и депозитаријумом
- Звоник изглед ноћу
- Богородичина црква ноћу
- Богородичина црква у Земуну
- Фасада Богородичне цркве у Земуну
- Фасада Богородичне цркве у Земуну
- Спољашњост Богородичне цркве у Земуну
- Спољашњост Богородичне цркве у Земуну
- Унутрашњост Богородичне цркве у Земуну